# Saison 1950 de la NFL
Navigation
Édition précédente Édition suivante
La saison 1950 de la NFL est la 31e saison de la National Football League. Elle voit le sacre des Browns de Cleveland.

## Classement général
| Conférence Américaine                                           |      |      |      |        |          |            |
| Franchise                                                       | Vic. | Déf. | Nuls | % vic. | Pts pour | Pts contre |
| Browns de Cleveland                                             | 10   | 2    | 0    | .833   | 310      | 144        |
| Giants de New York                                              | 10   | 2    | 0    | .833   | 268      | 150        |
| Eagles de Philadelphie                                          | 6    | 6    | 0    | .500   | 254      | 141        |
| Steelers de Pittsburgh                                          | 6    | 6    | 0    | .500   | 180      | 195        |
| Cardinals de Chicago                                            | 5    | 7    | 0    | .417   | 233      | 287        |
| Redskins de Washington                                          | 3    | 9    | 0    | .250   | 232      | 326        |
| match de barrage : Browns de Cleveland 8 - Giants de New York 3 |      |      |      |        |          |            |

| Conférence Nationale                                            |      |      |      |        |          |            |
| Franchise                                                       | Vic. | Déf. | Nuls | % vic. | Pts pour | Pts contre |
| Rams de Los Angeles                                             | 9    | 3    | 0    | .750   | 466      | 309        |
| Bears de Chicago                                                | 9    | 3    | 0    | .750   | 279      | 207        |
| Yanks de New York                                               | 7    | 5    | 0    | .583   | 366      | 367        |
| Lions de Détroit                                                | 6    | 6    | 0    | .500   | 321      | 285        |
| Packers de Green Bay                                            | 3    | 9    | 0    | .250   | 244      | 406        |
| 49ers de San Francisco                                          | 3    | 9    | 0    | .250   | 213      | 300        |
| Colts de Baltimore                                              | 1    | 11   | 0    | .083   | 213      | 462        |
| match de barrage : Rams de Los Angeles 24 - Bears de Chicago 14 |      |      |      |        |          |            |

## Finale NFL
- 24 décembre 1950, à Cleveland devant 29 751 spectateurs, Browns de Cleveland 30 - Rams de Los Angeles 28